# Зсув у Папуа Новій Гвінеї (2024)
5°22′26″ пд. ш. 143°23′19″ сх. д. / 5.373889° пд. ш. 143.388611° сх. д.
24 травня 2024 року в Мулітаці в Папуа Новій Гвінеї стався зсув ґрунту. Загинуло понад 2 000 людей, проте було знайдено лише шість тіл. Багато людей вважалося зниклими безвісти, у тому числі близько 2 500 тільки в селах Каокалам і Туліпана. Це найсмертоносніша природна катастрофа в країні з часів землетрусу 1998 року й найсмертоносніший зсув у світі з часів трагедії в штаті Варгас у Венесуелі 15 грудня 1999 року.

## Причини
18 травня за 105 км на захід від місця зсуву стався землетрус магнітудою 4,5 бали на глибині 126,2 км. У Червоному хресті заявили, що немає ознак того, що причиною зсуву був саме землетрус, натомість, його пов'язували з видобутком золота або з сильними дощами.

## Перебіг подій
Зсув почався близько 03:00 за місцевим часом 24 травня (17:00 UTC 23 травня). Велика кількість ґрунту зійшла з вапнякових схилів гори Мунгало. Було знищено шість сіл у сільській зоні Майп Мурітака. Зруйновано сотні будинків; кілька тисяч людей залишалися під завалами. Зсув перекрив шосе неподалік від золотого рудника Поргера і знищив 150 метрів головного шосе, яке веде до Каокалама.
Було перекрито і шосе, що з'єднує регіон зі столицею країни Портом-Морсбі. Близько 3 000 осіб зникло в селі Ямбалі, ще 2 000 зникло в Туліпані. Загальну кількість жертв оцінювали в щонайменше 2 000 осіб. Під зсувом опинилися поховані сади і сільські господарства, що забезпечували регіон їжею. Вважається, що під зсувом опинилося понад 5 000 свиней, 100 магазинів, два медичні заклади. Близько 250 будинків визнано непридатними для проживання через побоювання повторних зсувів: унаслідок цього без даху над головою залишилося приблизно 1250 осіб.

## Наслідки
Прем'єр-міністр Джеймс Марапе оголосив, що Сили оборони Папуа-Нової Гвінеї були відправлені на місце події для проведення рятувальних робіт, пошуку тіл загиблих і відновлення зруйнованої інфраструктури. Поліція, медики, інженери та персонал ООН також були направлені на місце події, у той час, як деякі місцеві жителі діяли першими рятувальниками. У сутінках рятувальники на місці події використовували механічний екскаватор та інструменти, намагаючись знайти тих, хто вижив.